# Діно Міканович
Діно Міканович (хорв. Dino Mikanović, нар. 7 травня 1994, Нова Градишка, Хорватія) — хорватський футболіст, фланговий захисник клубу «Гориця».

## Ігрова кар'єра
Діно Міканович починав свою футбольну кар'єру у молодіжній команді «Осієка» у 2009 році. У 2012 клуб не став продовжувати контракт з футболістом і Міканович на правах вільного агента перейшов до «Хайдука». У квітні 2013 року Діно дебютував у першій команді «Хайдука».
Влітку 2015 року Міканович підписав чотирирічний контракт з данським «Орхусом», де провів майже сто матчів.
Після закінчення контракту з данським клубом у 2019 році Міканович уклав дворічну угоду з казахстанським «Кайратом». У складі якого став чемпіоном Казахстану та дебютував у попередньому раунді Ліги чемпіонів.
В період з 2013 по 2016 роки Діно Міканович виступав у складі молодіжної збірної Хорватії.

## Досягнення
Хайдук
 Переможець Кубка Хорватії: 2012/13, 2021/22, 2022/23
Кайрат
 Чемпіон Казахстану: 2020
 Володар Кубка Казахстану: 2021